# Ustawa o gwarancjach wolności sumienia i wyznania
Ustawa z dnia 17 maja 1989 r. o gwarancjach wolności sumienia i wyznania – obowiązująca w Rzeczypospolitej Polskiej ustawa zwykła stanowiąca podstawowy reżim prawny dla problematyki z zakresu swobód światopoglądowych, głównie religijnych. Choć została przyjęta przez Sejm Polskiej Rzeczypospolitej Ludowej, została utrzymana w mocy pod rządami Konstytucji RP z 2 kwietnia 1997 r. Już w momencie uchwalenia uznana została za jeden z najnowocześniejszych normatywów z zakresu wolności sumienia w Europie, uwzględniających międzynarodowe standardy ochrony praw człowieka. Ustawa ta stanowiła przełom w polityce wyznaniowej Polski Ludowej, proklamowała równouprawnienie obywateli religijnych i niereligijnych (art. 1 ust. 3), stwierdziła, iż państwo ma charakter świecki, neutralny w sprawach religii i przekonań (art. 10 ust. 1), zanegowała zasadę zwierzchnictwa państwa nad związkami wyznaniowymi (art. 11), otworzyła drogę do rejestracji związków wyznaniowych w oparciu o enumeratywnie określone kryteria (art. 30–38). Do czołowych twórców ustawy należeli prof. Michał Pietrzak, Grzegorz Rydlewski i Aleksander Merker. W 20. rocznicę jej uchwalenia ustawa stała się przedmiotem szerokiej dyskusji naukowej podczas VI Ogólnopolskiego Zjazdu Prawa Wyznaniowego w Kamieniu Śląskim zorganizowanego przez Polskie Towarzystwo Prawa Wyznaniowego.

## Literatura
- B. Górowska, G. Rydlewski, Regulacje prawne stosunków wyznaniowych w Polsce, Warszawa 1992
- Z. Łyko, Ustawa z dnia 17 maja 1989 roku o gwarancjach wolności sumienia i wyznania, „Rocznik Teologiczny ChAT” 2000 z. 1
- M. Pietrzak, Przełom w polskim ustawodawstwie wyznaniowym, „Ruch Prawniczy, Ekonomiczny i Socjologiczny” 1990 z. 2
- T.J. Zieliński, Ustawa o gwarancjach wolności sumienia i wyznania z 1989 r. jako „magna carta” swobód światopoglądowych w Polsce, [w:] Prawo wyznaniowe w Polsce (1989–2009). Analizy – dyskusje – postulaty, red. D. Walencik, Katowice – Bielsko-Biała 2009